# شفارزبيرغ
شفارزبيرغ (بالإنجليزية: Schwarzberg (Lepontine Alps))‏ هو أحد جبال سلسلة جبال الألب ليبونتيني ويقع في كانتون غراوبوندن/كانتون أوري في سويسرا. يحتل المرتبة رقم 278 في قائمة جبال سويسرا من حيث الارتفاع، إذ يبلغ ارتفاعه حوالي 2764 متر، بينما يبلغ ارتفاع نتوء الجبل 343 متر.